# Formula 1 Sensation
Fórmula 1 Sensation, conocido en Japón como F-1 Sensation (Ｆ－１センセーション?), es un videojuego de carreras desarrollado por Konami Corporation. Licenciado por Foca para Fuji Televisión. 
La diferencia entre la versión europea del juego y la japonesa es la ubicación en pantalla de la información de posición.

## Desarrollo
Cada circuito y cada conductor se basan en la temporada 1992 de Fórmula 1. 
Hay paradas en boxes (Pit in). El jefe de escudería avisa mediante gráfico en la pantalla cuándo ir a boxes a reparar ya sean neumáticos, motor, ala o cuerpo entero del vehículo. En este trance se pierden minutos y por tanto el jugador puede ser rebasado por sus competidores.
Cada carrera tiene hasta cinco vueltas "lo que permite una experiencia arcade."
El juego posee un nivel de dificultad que varía según la libertad de escoger la calidad de las alas, de los engranajes, de los neumáticos, la suspensión, y los frenos. Asimismo, en cuanto al cambio de velocidades (embrague o shift) se puede optar por caja automática o manual. 
El jugador puede competir en una carrera única (Free run) o en toda una temporada (Grand Prix). En la primera opción puede escoger el circuito (course) que guste. En la segunda debe introducir un nombre de fantasía con el que correrá los 16 circuitos.

### Circuitos
1. Kyalami, Sudáfrica

2. Hermanos Rodríguez, México

3. Interlagos, Brasil

4. Cataluña, España

5. Imola, San Marino

6. Mónaco, Mónaco

7. Circuit Gilles Villeneuve, Canadá

8. Magny-Cours, Francia

9. Silverstone, Gran Bretaña

10. Hockenheimring, Alemania

11. Hungaroring, Hungría

12. Spa-Francorchamps, Bélgica

13. Monza, Italia

14. Estoril, Portugal

15. Suzuka, Japón

16. Adelaida, Australia

Circuitos fuera del Grand Prix (en la opción "Free run")
17. Jerez de la Frontera, España

18. Desert Town, Estados Unidos

Los jugadores deben calificar con el fin de entrar en la carrera. Tienen dos oportunidades para hacerlo y así mejorar su tiempo.
El juego opera, por defecto, en los pilotos competidores un nivel que condice con la Temporada 1992. Lo que muestra, por ejemplo, a un Schumacher de regular desempeño.
 
Hay doce puestos que deben ser llenados en cada carrera, incluido el jugador, entre tres niveles (A, B, C: en total 36 competidores rivales; niveles que también dependen del nivel mostrado por los pilotos reales durante la temporada histórica real). 
Entre los pilotos de F1 disponibles en el juego, algunos ejemplos considerables son los de Ayrton Senna, Riccardo Patrese, Nigel Mansell o a unos entonces novatos Michael Schumacher o Mika Häkkinen.
El orden de los doce puestos (Starting grid) resulta del mejor tiempo de clasificación en el espacio de una vuelta sobre el circuito. 
Publicidades del mundo real se colocan en las vallas que se encuentran en el fondo de cada campo del circuito. Algunos ejemplos: Shell, Pirelli, Toshiba, Elf, Goodyear, Nestlé, entre muchas otras.
El jugador puede seleccionar el tipo de cuerpo del coche, el color de la carrocería, el chasis, con su respectivo motor de 1992: Ferrari (Ferrari), Beneton (Ford), McLaren (Honda) o Williams (Renault), equipos que, precisamente, fueron los mejor posicionados en la temporada 1992.
La gráfica en pantalla muestra, además del auto del jugador enfocado desde atrás y la pista, otros gráficos que complementan el entretenimiento. Primeramente un gráfico de dos dimensiones del auto con las partes respectivas que pueden ocasionalmente dañarse (alas, motor, neumático, chasis), luego un gráfico sencillo de la figura del circuito, con sus rectas y sus curvas; y otro cuadro grande donde se observan: la situación de otros pilotos mediante una marquesina, la velocidad a que se está corriendo, los minutos transcurridos, la velocidad o cambio en el que se está, las revoluciones del motor, las vueltas restantes y la posición del jugador.